# Fußball-Europameisterschaft 1968/Endrunde
Dieser Artikel umfasst die Spiele der Endrunde der Fußball-Europameisterschaft 1968 mit allen statistischen Details.

## Halbfinale

### Italien – Sowjetunion 0:0 n.V.
| Italien                                                          | Italien | Sowjetunion | Sowjetunion |
| ---------------------------------------------------------------- | --- | --- | ----------- |
| Italien                                                          | \| Mittwoch, 5. Juni 1968 um 18:00 Uhr in Neapel (Stadio San Paolo) \| \| Zuschauer: 68.582 \| \| Schiedsrichter: Kurt Tschenscher ( BR Deutschland) \|                                                                         | \| Mittwoch, 5. Juni 1968 um 18:00 Uhr in Neapel (Stadio San Paolo) \| \| Zuschauer: 68.582 \| \| Schiedsrichter: Kurt Tschenscher ( BR Deutschland) \|                                                                                                   | Sowjetunion |
| Italien                                                          | Dino Zoff – Giancarlo Bercellino, Tarcisio Burgnich, Ernesto Càstano, Giacinto Facchetti – Gianni Rivera, Antonio Juliano, Giorgio Ferrini – Sandro Mazzola, Angelo Domenghini, Pierino Prati Cheftrainer: Ferruccio Valcareggi | Juri Pschenitschnikow – Walentin Afonin, Anatoli Banischewski – Anatoli Byschowez, Gennadi Jewrjuschichin, Jurij Istomyn – Wolodymyr Kaplytschnyj, Eduard Malofejew, Albert Schesternjow, Alexander Lenew, Gennadi Logofet Cheftrainer: Michail Jakuschin | Sowjetunion |
| Italien                                                          | Italien erreichte durch Entscheidung per Münzwurf das Finale. | | Sowjetunion |
| Mittwoch, 5. Juni 1968 um 18:00 Uhr in Neapel (Stadio San Paolo) | | |             |
| Zuschauer: 68.582                                                | | |             |
| Schiedsrichter: Kurt Tschenscher ( BR Deutschland)               | | |             |

### Jugoslawien – England 1:0 (0:0)
| Jugoslawien                                                             | Jugoslawien | England | England |
| ----------------------------------------------------------------------- | --- | --- | ------- |
| Jugoslawien                                                             | \| Mittwoch, 5. Juni 1968 um 21:15 Uhr in Florenz (Stadio Artemio Franchi) \| \| Zuschauer: 21.834 \| \| Schiedsrichter: José María Ortiz de Mendíbil ( Spanien) \|                                             | \| Mittwoch, 5. Juni 1968 um 21:15 Uhr in Florenz (Stadio Artemio Franchi) \| \| Zuschauer: 21.834 \| \| Schiedsrichter: José María Ortiz de Mendíbil ( Spanien) \|             | England |
| Jugoslawien                                                             | Ilija Pantelić – Mirsad Fazlagić, Milan Damjanović – Blagoje Paunović, Dragan Holcer, Ilija Petković – Ivica Osim, Vahidin Musemić, Dragan Džajić, Miroslav Pavlović, Dobrivoje Trivić Cheftrainer: Rajko Mitić | Gordon Banks – Keith Newton, Ray Wilson – Alan Mullery, Bobby Moore, Brian Labone – Alan Ball, Martin Peters, Roger Hunt, Bobby Charlton, Norman Hunter Cheftrainer: Alf Ramsey | England |
| Jugoslawien                                                             | 1:0 Dragan Džajić (86.) | | England |
| Jugoslawien                                                             | Platzverweis: Alan Mullery (87.) | | England |
| Mittwoch, 5. Juni 1968 um 21:15 Uhr in Florenz (Stadio Artemio Franchi) | | |         |
| Zuschauer: 21.834                                                       | | |         |
| Schiedsrichter: José María Ortiz de Mendíbil ( Spanien)                 | | |         |

## Spiel um Platz 3

### England – Sowjetunion 2:0 (1:0)
| England                                                      | England | Sowjetunion | Sowjetunion |
| ------------------------------------------------------------ | --- | --- | ----------- |
| England                                                      | \| Sonnabend, 8. Juni 1968 um 18:00 Uhr in Rom (Olympiastadion) \| \| Zuschauer: 68.817 \| \| Schiedsrichter: István Zsolt ( Ungarn) \|                                           | \| Sonnabend, 8. Juni 1968 um 18:00 Uhr in Rom (Olympiastadion) \| \| Zuschauer: 68.817 \| \| Schiedsrichter: István Zsolt ( Ungarn) \| | Sowjetunion |
| England                                                      | Gordon Banks – Ray Wilson, Brian Labone – Bobby Moore, Roger Hunt, Bobby Charlton – Geoff Hurst, Martin Peters, Tommy Wright, Nobby Stiles, Norman Hunter Cheftrainer: Alf Ramsey | Juri Pschenitschnikow – Walentin Afonin, Anatoli Banischewski – Anatoli Byschowez, Gennadi Jewrjuschichin, Jurij Istomyn – Wolodymyr Kaplytschnyj, Eduard Malofejew, Albert Schesternjow, Alexander Lenew, Gennadi Logofet Cheftrainer: Michail Jakuschin | Sowjetunion |
| England                                                      | 1:0 Bobby Charlton (40.) 2:0 Geoff Hurst (63.) | | Sowjetunion |
| Sonnabend, 8. Juni 1968 um 18:00 Uhr in Rom (Olympiastadion) | | |             |
| Zuschauer: 68.817                                            | | |             |
| Schiedsrichter: István Zsolt ( Ungarn)                       | | |             |

## Finale

### Italien – Jugoslawien 1:1 n.V. (1:1, 0:1)
| Italien                                                      | Italien | Jugoslawien | Jugoslawien |
| ------------------------------------------------------------ | --- | --- | ----------- |
| Italien                                                      | \| Sonnabend, 8. Juni 1968 um 21:15 Uhr in Rom (Olympiastadion) \| \| Zuschauer: 68.817[1] \| \| Schiedsrichter: Gottfried Dienst ( Schweiz) \|                                                                                  | \| Sonnabend, 8. Juni 1968 um 21:15 Uhr in Rom (Olympiastadion) \| \| Zuschauer: 68.817[1] \| \| Schiedsrichter: Gottfried Dienst ( Schweiz) \|                                                                      | Jugoslawien |
| Italien                                                      | Dino Zoff – Tarcisio Burgnich, Ernesto Càstano, Giacinto Facchetti – Giorgio Ferrini, Aristide Guarneri, Antonio Juliano, Giovanni Lodetti – Pietro Anastasi, Angelo Domenghini, Pierino Prati Cheftrainer: Ferruccio Valcareggi | Ilija Pantelić – Mirsad Fazlagić , Milan Damjanović – Blagoje Paunović, Dragan Holcer, Ilija Petković – Vahidin Musemić, Dragan Džajić, Miroslav Pavlović, Jovan Aćimović, Dobrivoje Trivić Cheftrainer: Rajko Mitić | Jugoslawien |
| Italien                                                      | 1:1 Angelo Domenghini (78.) | 0:1 Dragan Džajić (40.) | Jugoslawien |
| Sonnabend, 8. Juni 1968 um 21:15 Uhr in Rom (Olympiastadion) | | |             |
| Zuschauer: 68.817                                            | | |             |
| Schiedsrichter: Gottfried Dienst ( Schweiz)                  | | |             |

## Finale (Wiederholungsspiel)

### Italien – Jugoslawien 2:0 (2:0)
| Italien                                                    | Italien | Jugoslawien | Jugoslawien |
| ---------------------------------------------------------- | --- | --- | ----------- |
| Italien                                                    | \| Montag, 10. Juni 1968 um 21:15 Uhr in Rom (Olympiastadion) \| \| Zuschauer: 32.866[2] \| \| Schiedsrichter: José María Ortiz de Mendíbil ( Spanien) \|                                                                      | \| Montag, 10. Juni 1968 um 21:15 Uhr in Rom (Olympiastadion) \| \| Zuschauer: 32.866[2] \| \| Schiedsrichter: José María Ortiz de Mendíbil ( Spanien) \|                                                            | Jugoslawien |
| Italien                                                    | Dino Zoff – Tarcisio Burgnich, Sandro Salvadore, Roberto Rosato, Giacinto Facchetti – Aristide Guarneri, Giancarlo De Sisti – Pietro Anastasi, Angelo Domenghini, Sandro Mazzola, Luigi Riva Cheftrainer: Ferruccio Valcareggi | Ilija Pantelić – Mirsad Fazlagić , Milan Damjanović – Blagoje Paunović, Dragan Holcer, Ilija Petković – Vahidin Musemić, Dragan Džajić, Miroslav Pavlović, Jovan Aćimović, Dobrivoje Trivić Cheftrainer: Rajko Mitić | Jugoslawien |
| Italien                                                    | 1:0 Luigi Riva (12.) 2:0 Pietro Anastasi (32.) | | Jugoslawien |
| Montag, 10. Juni 1968 um 21:15 Uhr in Rom (Olympiastadion) | | |             |
| Zuschauer: 32.866                                          | | |             |
| Schiedsrichter: José María Ortiz de Mendíbil ( Spanien)    | | |             |